# Augusto III da Polônia
Augusto III (Dresden, 17 de outubro de 1696 – Dresden, 5 de outubro de 1763), apelidado de "o Saxão", foi o Rei da Polônia e Grão-Duque da Lituânia de 1734 até sua morte, e também Eleitor da Saxônia como Frederico Augusto II a partir de 1733. Era o único filho legítimo do rei Augusto II e sua esposa a marquesa Cristiana Everadina de Brandemburgo-Bayreuth.

## Biografia
Augusto era o único filho legitimo do rei Augusto II, príncipe-eleitor da Saxónia e rei da República das Duas Nações que que pertencia à linha albertina da Casa de Wettin. A sua mãe era a princesa Cristiana Everadina de Brandemburgo-Bayreuth. Treinado para suceder ao seu pai como rei da Polónia, Augusto converteu-se ao catolicismo em 1712. Quando a conversão foi anunciada ao público, a decisão não agradou à aristocracia protestante da Saxónia.
Com a morte de Augusto II em 1733, Augusto herdou o eleitorado da Saxónia e foi eleito para o trono polaco, com o apoio do Império Russo e do Sacro Império Romano-Germânico. Teve a oposição das forças de Estanislau I Leszczyński da Polônia, que tinha usurpado o trono com o apoio da Suécia durante a Grande Guerra do Norte. Depois de reinar entre 1706 e 1709, Stanisław foi retirado do trono após a derrota da Suécia em Poltava. Depois de regressar do exílio em 1733, com o apoio do rei Luís XV de França, Estanislau provocou a Guerra da Sucessão Polaca, que terminou em 1738 com a vitória dos aliados de Augusto, a Rússia e a Áustria. Em 1733, o compositor Johann Sebastian Bach dedicou a sua obra "Missa" a Augusto em honra da sua sucessão ao eleitorado da Saxónia, na esperança de ser nomeado compositor da corte, um título que lhe seria entregue três anos depois.
Como rei, Augusto não se interessou pelos assuntos dos seus domínios polacos, preferindo actividades como caça, ópera e as suas colecções de arte. Passou menos de três anos do seu reinado de trinta que reinou na Polónia, onde a zanga política entre a Casa de Czartoryski e a Casa de Potocki paralisou o Sejm, fomentando a anarquia política interna e enfraqueceu o país. Augusto delegou grande parte do seu poder e responsabilidades a Heinrich von Brühl, que acabou por se tornar uma espécie de vice-rei da Polónia.
O filho mais velho de Augusto, Frederico Cristiano, sucedeu o pai como príncipe-eleitor da Saxónia. Um golpe de estado na Polónia, apoiado pela Rússia e incentivado pelos Czartoryski, fez com que Estanislau II Augusto da Polônia subisse ao trono da Polónia em setembro de 1764. Estanislau era filho de Stanisław Poniatowski, um nobre polaco poderoso que tinha sido agente do rei Estanislau I. Foi amante da imperatriz Catarina II da Rússia e, como tal, tinha grande apoio da corte da imperatriz.
Augusto foi interpretado pelo actor Ernst Dernburg no filme 1941 Friedemann Bach.

## Casamento e descendência
Augusto casou-se no dia 20 de agosto de 1719, em Dresden, com a arquiduquesa Maria Josefa da Áustria, filha mais velha do imperador José I. Juntos tiveram quinze filhos:
1. Frederico Augusto da Saxónia (18 de novembro de 1720 – 22 de janeiro de 1721), morreu aos dois meses de idade.
2. José Augusto da Saxónia (24 de outubro de 1721 – 14 de março de 1728), morreu aos sete anos de idade.
3. Frederico Cristiano, Eleitor da Saxônia (5 de setembro de 1722 – 17 de dezembro de 1763), príncipe-eleitor da Saxónia; casado com a duquesa Maria Antónia da Baviera; com descendência.
4. Filha natimorta (23 de junho de 1723)
5. Maria Amália da Saxónia (24 de novembro de 1724 – 27 de setembro de 1760); casada com o rei Carlos III de Espanha; com descendência.
6. Maria Margarida da Saxônia (13 de setembro de 1727 – 1 de fevereiro de 1734), morreu aos seis anos de idade.
7. Maria Ana Sofia da Saxónia (29 de agosto de 1728 – 17 de fevereiro de 1797); casada com o príncipe Maximiliano III José, Eleitor da Baviera;
8. Francisco Xavier da Saxónia (25 de agosto de 1730 – 21 de junho de 1806), regente da Saxónia; casado com Maria Chiara Spinucci; com descendência.
9. Maria Josefa da Saxônia, Delfina da França (4 de novembro de 1731 – 13 de março de 1767); casada com Luís, Delfim de França; com descendência.
10. Carlos da Saxónia, Duque da Curlândia (13 de julho de 1733 – 16 de junho de 1796), casado com Franciszka Corvin-Krasińska; com descendência.
11. Maria Cristina da Saxónia (12 de fevereiro de 1735 – 19 de novembro de 1782), princesa-abadessa de Remiremont; sem descendência.
12. Maria Isabel da Saxónia (9 de fevereiro de 1736 – 24 de dezembro de 1818), morreu solteira e sem descendência.
13. Alberto Casimiro, Duque de Teschen (11 de julho de 1738 – 10 de fevereiro de 1822), duque de Teschen e governador da Holanda Austríaca; casado com a arquiduquesa Maria Cristina da Áustria; com descendência.
14. Clementino Venceslau da Saxónia (28 de setembro de 1739 – 27 de julho de 1812), arcebispo de Trier.
15. Maria Cunegundes da Saxónia (10 de novembro de 1740 – 8 de abril de 1826), princesa-abadessa de Thorn e Essen; quase se casou com Luís Filipe II, duque de Orleães.

## Genealogia
| Augusto III da Polónia | Pai: Augusto II da Polónia                        | Avô paterno: João Jorge III, Eleitor da Saxônia         | Bisavô paterno: João Jorge II da Saxónia                 |
| Augusto III da Polónia | Pai: Augusto II da Polónia                        | Avô paterno: João Jorge III, Eleitor da Saxônia         | Bisavó paterna: Madalena Sibila de Brandemburgo-Bayreuth |
| Augusto III da Polónia | Pai: Augusto II da Polónia                        | Avó paterna: Ana Sofia da Dinamarca                     | Bisavô paterno: Frederico III da Dinamarca               |
| Augusto III da Polónia | Pai: Augusto II da Polónia                        | Avó paterna: Ana Sofia da Dinamarca                     | Bisavó paterna: Sofia Amália de Brunsvique-Luneburgo     |
| Augusto III da Polónia | Mãe: Cristiana Everadina de Brandemburgo-Bayreuth | Avô materno: Cristiano Ernesto de Brandemburgo-Bayreuth | Bisavô materno: Erdmann Augusto de Brandemburgo-Bayreuth |
| Augusto III da Polónia | Mãe: Cristiana Everadina de Brandemburgo-Bayreuth | Avô materno: Cristiano Ernesto de Brandemburgo-Bayreuth | Bisavó materna: Sofia de Brandemburgo-Ansbach            |
| Augusto III da Polónia | Mãe: Cristiana Everadina de Brandemburgo-Bayreuth | Avó materna: Sofia Luísa de Württemberg-Winnental       | Bisavô materno: Everardo III de Württemberg              |
| Augusto III da Polónia | Mãe: Cristiana Everadina de Brandemburgo-Bayreuth | Avó materna: Sofia Luísa de Württemberg-Winnental       | Bisavó materna: Ana Catarina de Salm-Kyrburg             |